# Конново (Ленинградская область)
Ко́нново (фин. Konnu) — деревня в Усть–Лужском сельском поселении Кингисеппского района Ленинградской области.

## Название
В списке селений Ямского уезда 1571 года в книге «Материалы по исторической географии Новгородской земли. Шелонская пятина по писцовым книгам 1498—1576 годов» А. М. Андрияшева нынешняя деревня Конново упоминается как Деревня в Контине с одной обежью.
Согласно шведским «Балтийским писцовым книгам» (Baltiska Fogderäkenskaper) деревня носила названия: Kontela (1582), Kondella (1584—1586), Konndola (1589).
В описании Ямского и Ивангородского окологородий шведских писцовых книги 1618—1621 годов упоминается как пустошь Kontina с одной обежью.
На карте Ингерманландии А. И. Бергенгейма, составленной по шведским материалам 1676 года, деревня значится под именем Kondoa.

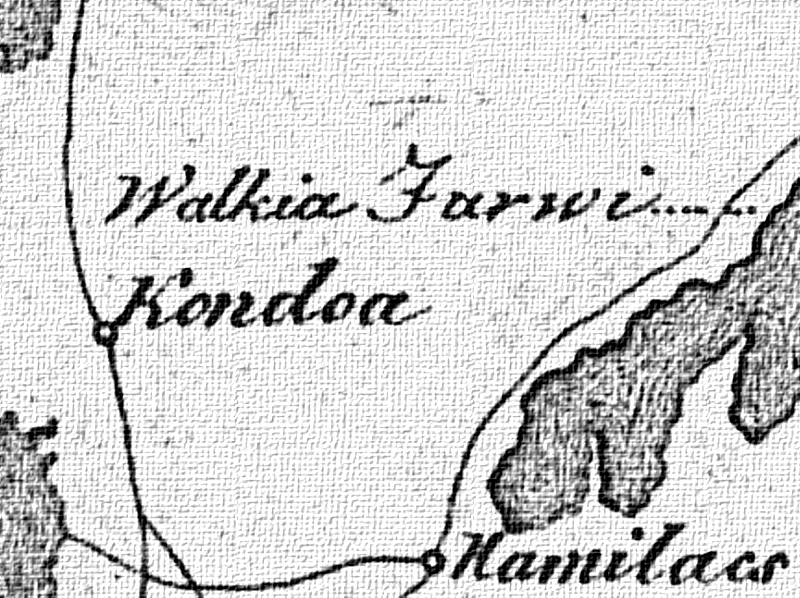
Деревня Конново на карте 1676 года

На шведской Генеральной карте провинции Ингерманландии 1704 года она обозначена как Condoa.
На карте Ингерманландии 1726 года — как деревня Конны в Ямбургском уезде.
На карте Ингерманландии и Карелии 1740-х годов, выполненной на латинском языке, значится как деревня Konni.
На карте Санкт-Петербургской губернии Я. Ф. Шмидта 1770 года обозначена как деревня Кона.
На карте Ямбургского уезда 1792 года — как деревня Конькова.
На карте Ямбургского уезда 1800 года упоминается как деревня Конькова.
На карте Петербургской губернии с Ямбургским уездом 1821 года с границами уезда, сохранившимися до революции, значится под названием Конная (Konnaia).
В описании Санкт-Петербургской губернии по уездам и станам 1838 года упоминается как деревня Конная, принадлежащая Казённому ведомству, с числом жителей по ревизии: 25 м. п., 34 ж. п..
На этнографической карте Санкт-Петербургской губернии П. И. Кёппена 1849 года она обозначена как деревня Konnu, расположенная в ареале расселения савакотов. В пояснительном тексте к этнографической карте она записана как деревня Konnu (Конная) с указанием количества жителей на 1848 год: савакотов — 44 м. п., 42 ж. п., всего 86 человек.
В списке селений по уездам и станам Санкт-Петербургской губернии 1856 года упоминается как деревня Коннова — государственное имущество c 6 дворами и 33 душами, добираться к которому нужно по просёлочной дороге.
В Списках населённых мест Российской Империи за 1862 год упоминается как казённая деревня Конново (Конная) близ Финского залива из 10 дворов с населением: 42 м. п., 33 ж. п..
На военно-топографической карте России 1863 года снова значится как деревня Конная.
На карте Санкт-Петербургской губернии 1900 года, составленной Ю. М. Шокальским, — под именем Конная.

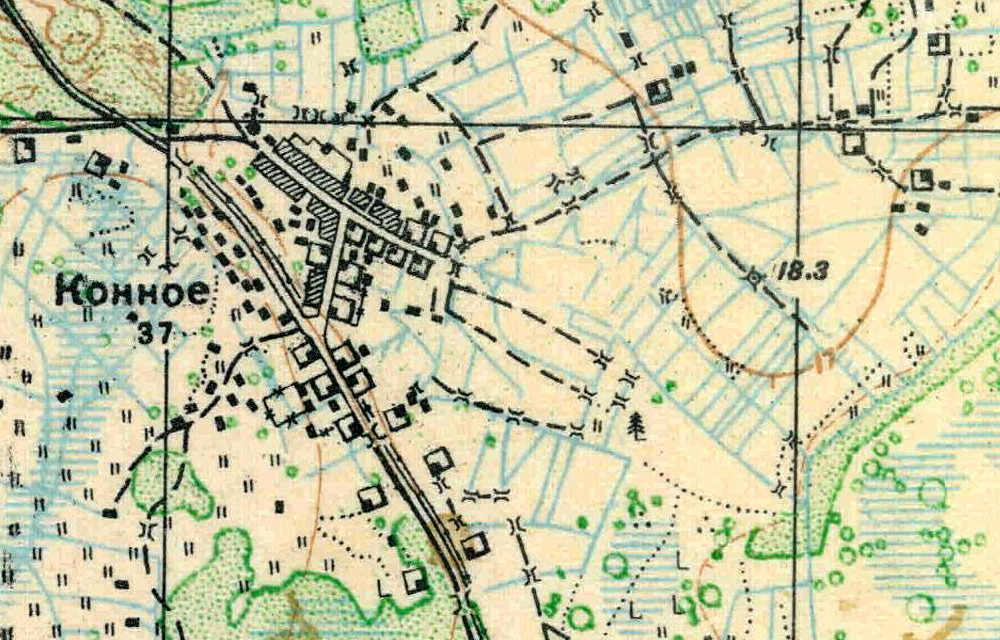
План деревни Конново. 1930 год

Согласно топографической карте 1930 года деревня называлась Конное и насчитывала 37 крестьянских дворов. На северной окраине деревни находилась часовня.
На карте Ленинградской области 1934 года, изданной географо-экономическим научно-исследовательским институтом при ЛГУ, обозначена как деревня Конново.
На карте РСФСР 1979 года и на последующих значится под именем Конново.

## История

### История населения и территориальной принадлежности деревни
До XVIII века
Край, в котором расположена деревня Конново, в древности населяли финно-угорские народы водь и ижора.
Некоторое время территория входила в состав Новгородской земли.
После 1477 года, когда Иваном III был покорён Новгород, Московское правительство разделило Новгородскую землю на пятины: Вотскую, Шелонскую, Обонежскую, Деревскую и Бежецкую. Территория, где расположена деревня Конново, входила в Шелонскую пятину.
В конце XVI — начале XVII века, в результате Ливонской войны, закончившейся для России неудачно, шведы захватили Ям, Копорье, Ивангород, Корелу, Орешек, а в 1611 году — и Новгород. В 1617 году Новгород был возвращён России.
В 1617 году по Столбовскому миру территория отошла к Швеции и получила название Ингерманландия.
В результате переселения шведскими властями в ингерманландские земли части эвремейсов с Карельского перешейка и савакотов из финской провинции Саво, сложился ингерманландский субэтнос. Финнизация водской земли во многом облегчалась тяжёлыми демографическими потерями, понесёнными ею в период Смутного времени.
При содействии шведских властей новые поселенцы-лютеране заменили в Ингерманландии бо́льшую часть вынужденного бежать православного населения (карелов, ижор, русских) и частично ассимилировали оставшихся, таким образом сформировав своеобразную субэтническую культуру.
В 1656 году — 41 %, а в 1695 году — около 75 % населения западной Ингерманландии было финским. Здесь православие лучше сохранило свои позиции, чем в северной и центральной частях Ингерманландии.
С XVIII века
В 1702 году земли были отвоёваны у шведов Петром I.
В 1708 году, в ходе губернской реформы царя Петра I 1708—1710 годов, Шелонская пятина включена в состав Ингерманландской губернии — первой губернии, учреждённой Петром I на территории России.
В 1710 году губерния получила имя Санкт-Петербургской губернии.
В 1888 году в деревне открылся финско-эстонский молитвенный дом лютеранского прихода Косёмкина (Нарвуси). Закрыт в 1930-е.
В конце XIX — начале XX века деревня административно относилась к Наровской волости 2-го стана Ямбургского уезда Санкт-Петербургской губернии. По приходским данным население деревни было исключительно финским.
Согласно данным переписи населения СССР 1926 года в деревне Конново Конновского сельсовета Наровской волости Кингисеппского уезда проживали 37 семей, 85 мужчин и 107 женщин, всего 192 человека, все финны-ингерманландцы. Так же в переписи было отмечено, что в расположенных близ деревни Конново «Казармах Конново» проживали 30 человек, организованных в колхоз.
В 1927 году территория вошла в состав Ленинградской области.
В 1943 году территория Кингисеппского района Ленинградской области была оккупирована немецко-фашистскими войсками; производилась принудительная эвакуация ингерманландских финнов, ижоры и води, в том числе и жителей береговых деревень Кургальского полуострова, в Финляндию.
В 1944 году в ходе переговоров об условиях перемирия СССР потребовал от Финляндии возвращения всех своих граждан, в результате большинство из них были отправлены обратно в Советский Союз.
В 1989 году молитвенный дом возобновил богослужения.

### Конновский сельский Совет
Дата образования Конновского сельского Совета не установлена.
В августе 1927 года Конновский сельсовет, объединявший 10 населённых пунктов, вошёл в состав Котельского района Ленинградской области из Котельской волости Кингисеппского уезда Ленинградской губернии.
По постановлению Леноблисполкома в феврале 1931 года он был преобразован в Конновский финский национальный сельсовет, его население составляли: финны — 806, русские — 10, другие нац. меньшинства — 100 человек. В сентябре того же года Котельский район был упразднён, а его территория была передана в состав Кингисеппского района.
По данным за 1933 год в Конновском сельсовете состояли деревни: Гакково, Конново, Кирьямо, Тисколово, Хамолово и посёлки: Глубокий Ручей, Прибой, общей численностью населения 920 человек.
В 1936 году деревня Конново была центром сельсовета, включающего 7 населённых пунктов, 189 хозяйств и 3 колхоза с рыболовецким уклоном.
В 1937 году на территории сельсовета проживали 1478 человек.
Указами Президиума Верховного Совета РСФСР от 22 февраля и 19 сентября 1939 года Конновский сельсовет был преобразован из Национального финского в обычный сельсовет. В связи с ликвидацией Национальных сельсоветов к Конновскому сельсовету была присоединена часть Курголовского сельсовета.
С августа 1941 года по февраль 1944 года территория Конновского сельсовета находилась под немецкой оккупацией.
На 1 января 1973 года центром Конновского сельсовета являлась деревня Кирьямо, к нему относились деревни: Гакково, Кайболово, Конново, Тисколово и посёлок Курголово.
Решением Леноблисполкома № 468 от 18 декабря 1974 года Конновский сельсовет был присоединён к Кракольскому сельсовету.

### «Второй Кронштадт» и главная дорога

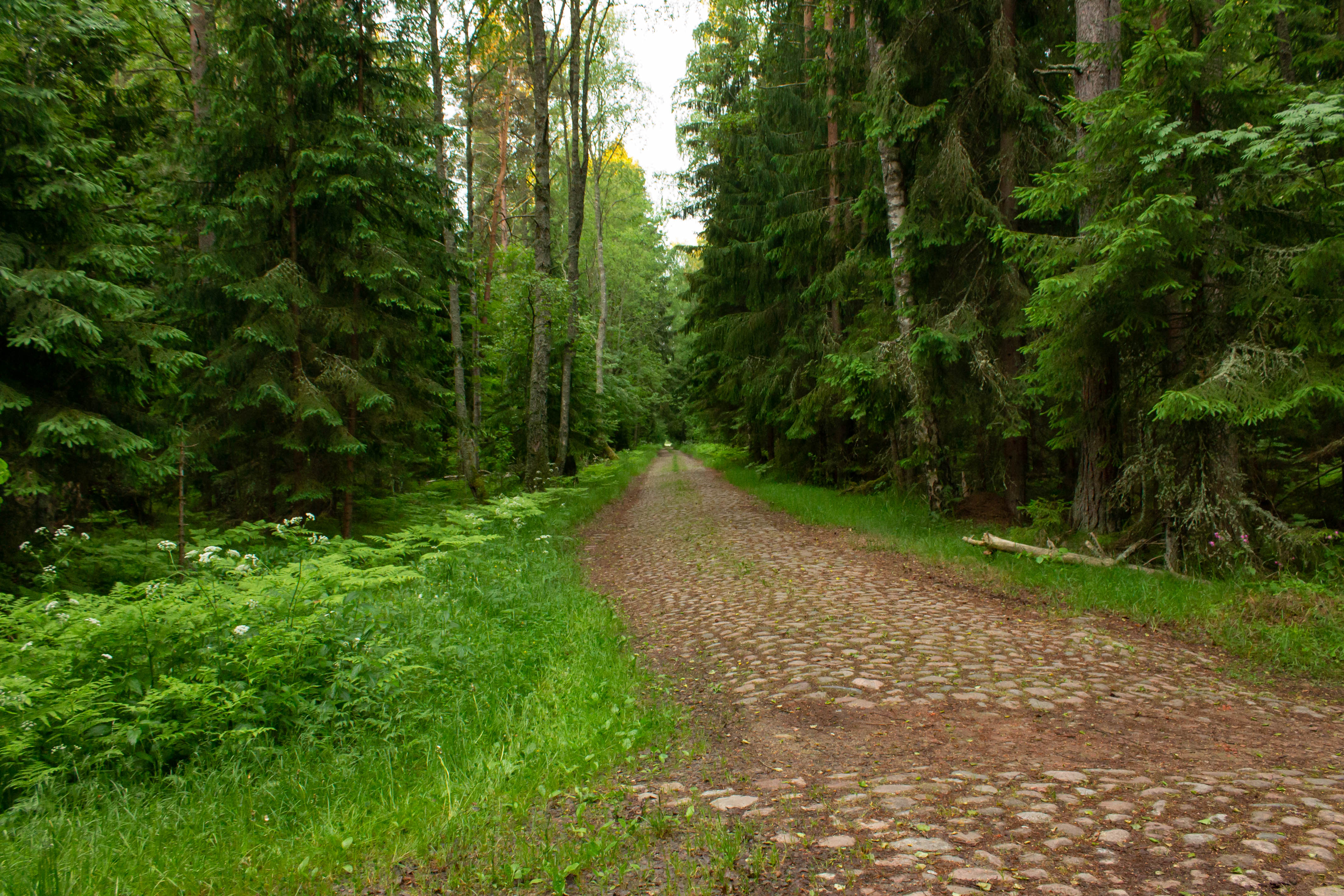
Сохранившийся участок мощения между Липово и Курголово.

Дорогу, проходящую через Конново, построили в конце 1930-х годов, когда из Кургальского и соседнего Сойкинского полуостровов делали специальный укреплённый район, где должна была размещаться военно-морская база «Ручьи» («Второй Кронштадт»). Во время строительства базы были переселены жители некоторых деревень. Солдаты, заключённые Лужского лагеря и местные жители, наказанные за опоздание на работу хотя бы на одну минуту, таскали камни и сооружали мощёнку, которая по нынешнее время достаточно хорошо сохранилась на многих участках. Одно из народных названий этой дороги — «Ворошиловская» — по имени наркома К. Е. Ворошилова, который приезжал в «Ручьи» в сопровождении партийного и военного руководства флота. База была уничтожена при отступлении Красной армии летом 1941 года.

### Период оккупации

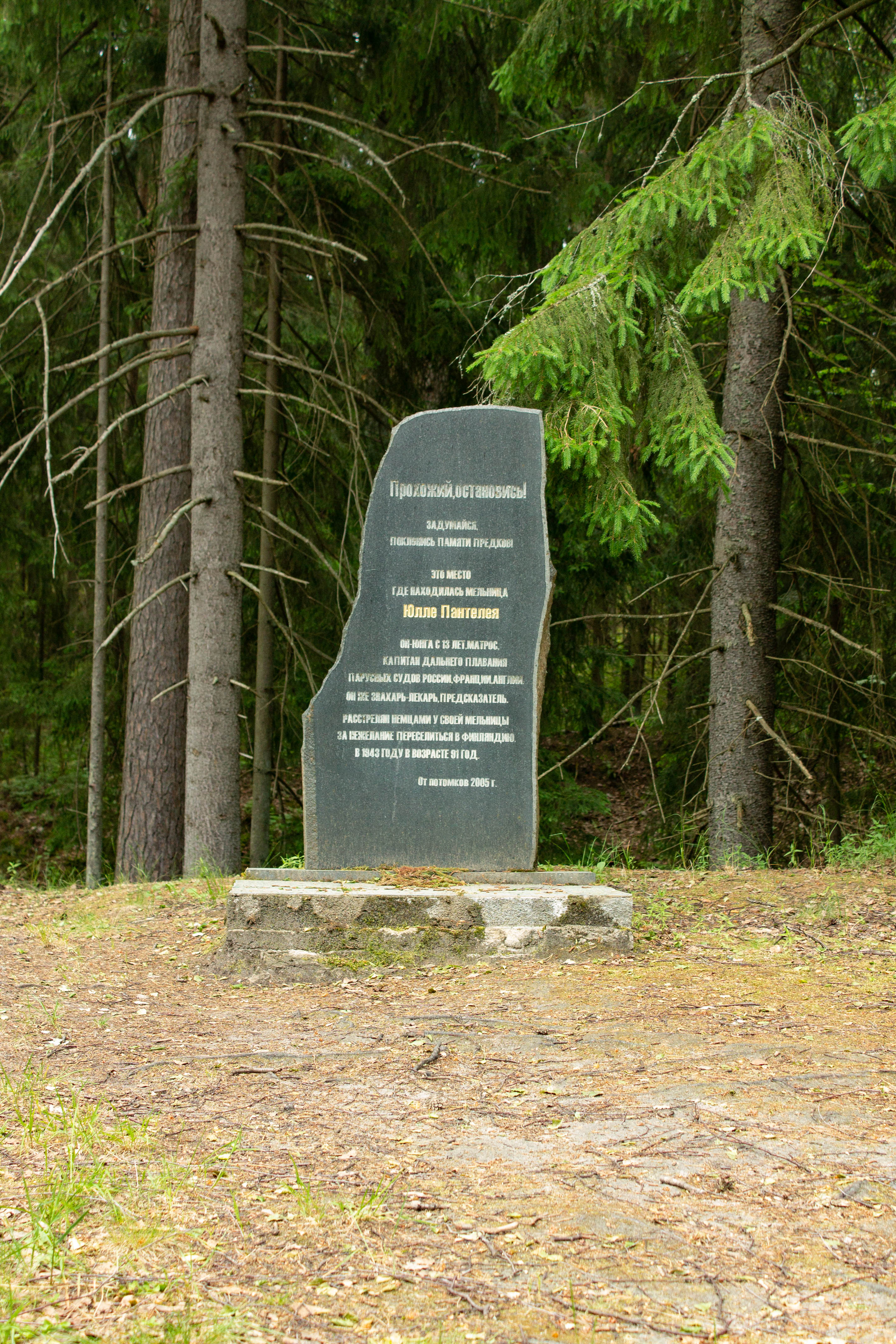
Памятный камень Юлле Пантелею на территории его мельницы.

С августа 1941 года по февраль 1944 года деревня Конново была оккупирована немецкими войсками.
4 ноября 1943 года в Таллине между представителями гитлеровской Германии и союзной с ней Финляндии состоялось совещание, на котором обсуждался вопрос об эвакуации в Финляндию с оккупированной немецкими войсками территории Ленинградской области ингерманландских финнов, ижоры и води. С территории, занимаемой 18-й немецкой армией, должно было быть вывезено 6000 ижор и 800 води (по переписи 1926 года их насчитывалось 705).
В 1943 году по просьбе правительства Финляндии, в связи с нехваткой рабочих рук, действующие на захваченной территории СССР оккупационные немецкие власти с помощью эстонских батальонов «Омакайтсе» начали депортацию финно-угорского населения из западных районов Ленинградской области, осуществляемую через территорию Эстонии в Финляндию. По оценкам историков, за время депортации из Ленинградской области было вывезено около 63 тысяч ингерманландцев.
Жители деревень Кургальского полуострова, также, в ноябре 1943 года были переселены в Финляндию.
Юлле Пантелей, один из местных жителей, в 13 лет ушёл из дома и нанялся на корабль юнгой. Самостоятельно выучил четыре иностранных языка, ходил на кораблях под флагами России, Англии, Франции, Германии. В начале XX века он вернулся в родные края и построил мельницу. Был знахарем, лекарем, предсказателем. В 1943 году, в возрасте 91 года, отказался подчиняться немецким оккупантам и уехать в Финляндию, за что был расстрелян рядом со своей мельницей.

### Современность
По данным 1966 и 1973 годов деревня Конново входила в состав Конновского сельсовета Кингисеппского района, административным центром которого была деревня Кирьямо.
По данным 1990 года деревня Конново входила в состав Усть-Лужского сельсовета.
В 2002 году из 15 человек населения деревни, русские составляли 73 %, финны — 27 %.
В 2005 году недалеко от Коннова по инициативе краеведа Юрия Литвиненко и на средства местных жителей установлен памятник ингерманландцам — жертвам немецких оккупантов и создан мемориальный комплекс «Мельница Юлле Пантелея».

## География

### Географическое положение
Деревня расположена в северо-западной части района на автодороге 41К-109 (Лужицы — Первое Мая).
Расстояние до административного центра поселения — 16 км.
Расстояние до ближайшей железнодорожной станции Усть-Луга — 25,5 км.
Деревня находится в западной части Кургальского полуострова, к востоку от Нарвского залива.
Ближайшие населённые пункты: деревня Гакково (южнее) и деревня Тисколово (севернее).

### Климат
Климат Коннова — умеренно-морской.

### Ландшафт
Главная достопримечательность в окрестностях Коннова — это Финский залив и его побережье.
Гора Городок у деревни имеет максимальную отметку поверхности на полуострове — 47 метров.
Через деревню проходит вымощенная булыжником дорога, которая овивает весь полуостров.

### Растительность
Бо́льшая часть примыкающей к деревне территории, как и всей территории полуострова, покрыта сухими сосновыми зеленомошными лесами с брусникой, черникой и другими видами трав, в том числе — прострелом луговым, занесённым в Красную книгу.

## Демография
| 1862 | 2007 | 2010 | 2017 |
| ---- | ---- | ---- | ---- |
| 75   | ↘12  | ↗22  | ↘17  |

Изменение численности населения за период с 1838 по 2021 год:

### Национальный состав
Согласно данным Всероссийской переписи населения 2021 года в деревне проживали 40 человек, из них:
 русские — 37, финны — 3 человека.

## Животный мир
Конново лежит на трассе Беломоро-Балтийского миграционного пути.

## Религия
Финско-эстонский молитвенный дом Евангелическо-лютеранской церкви Ингрии прихода Косёмкина (Нарвуси) открылся в деревне в 1888 году. Закрыт в 1930-е годы. Возобновил богослужения в 1989 году.

## Культура
Мемориальный комплекс «Мельница Юлле Пантелея». В мемориальный комплекс входят:
- Памятная стела советским капитанам, братьям Ивану и Андрею Койвунен из деревни Конново
- Остатки мельницы Юлле Пантелея и памятная стела, посвящённая ему, установленные около Коннова в 2005 году[41][46]

## Археология
В районе деревни Конново обнаружены уникальные находки — каменные топоры, относящиеся к кругу культур шнуровой керамики. Также, ближайшие подобные находки относятся к территории Эстонии и району деревни Струппово.

## Транспорт
- Автобус № 53-55 из Кингисеппа[57]

## Известные уроженцы
- Койвунен Иван Иванович (1888—1938) — капитан ледокола «Ермак», ходил на ледоколах «Красин» и «Трувор». Арестован в 1937 году, как «враг народа», расстрелян 18 января 1938 года[58][59]
- Койвунен Андрей Иванович (1891—1967) — капитан ледокола «Ленин», работал на Севморпути[60]

## Фотогалерея

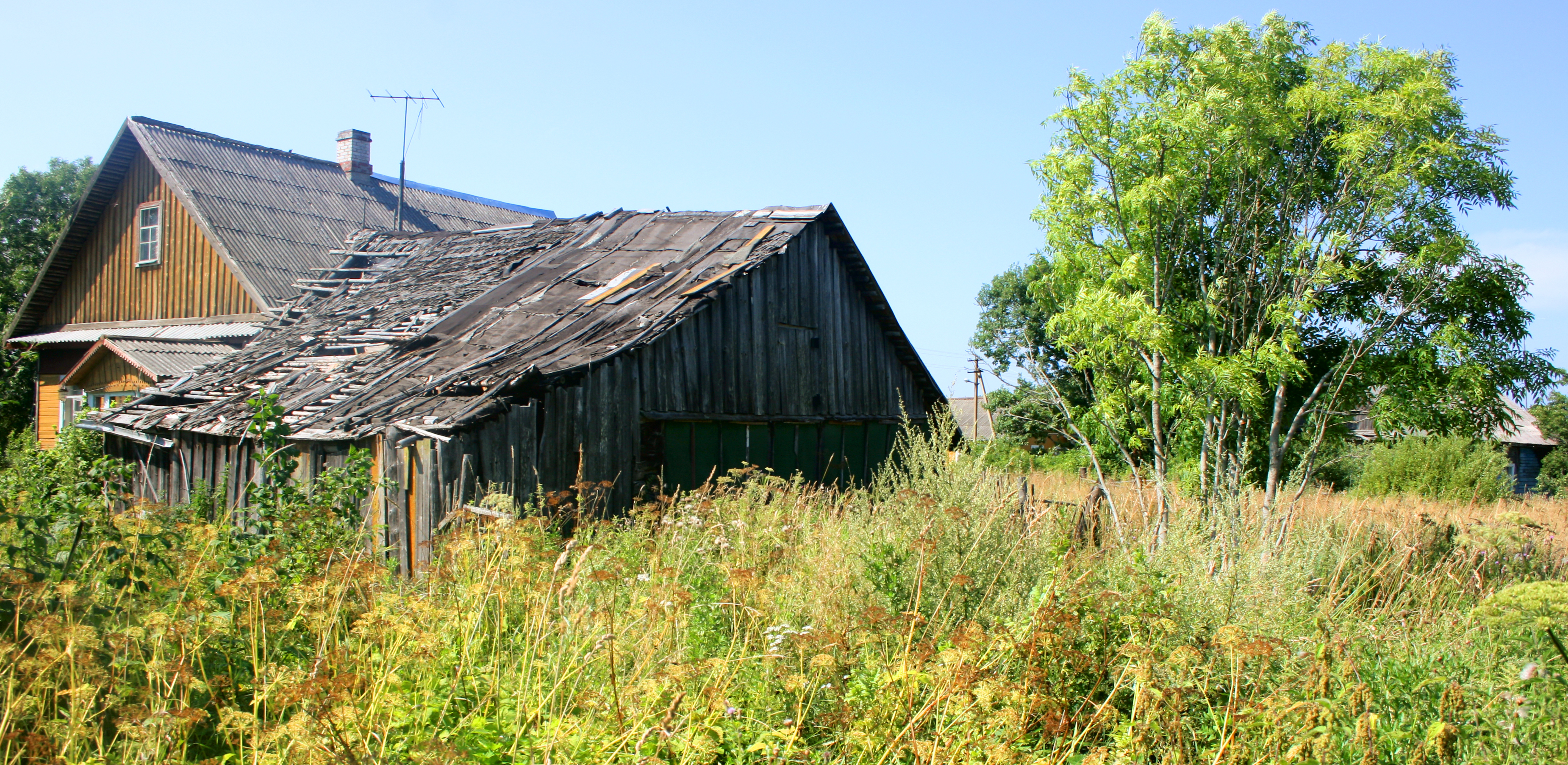
Деревня Конново
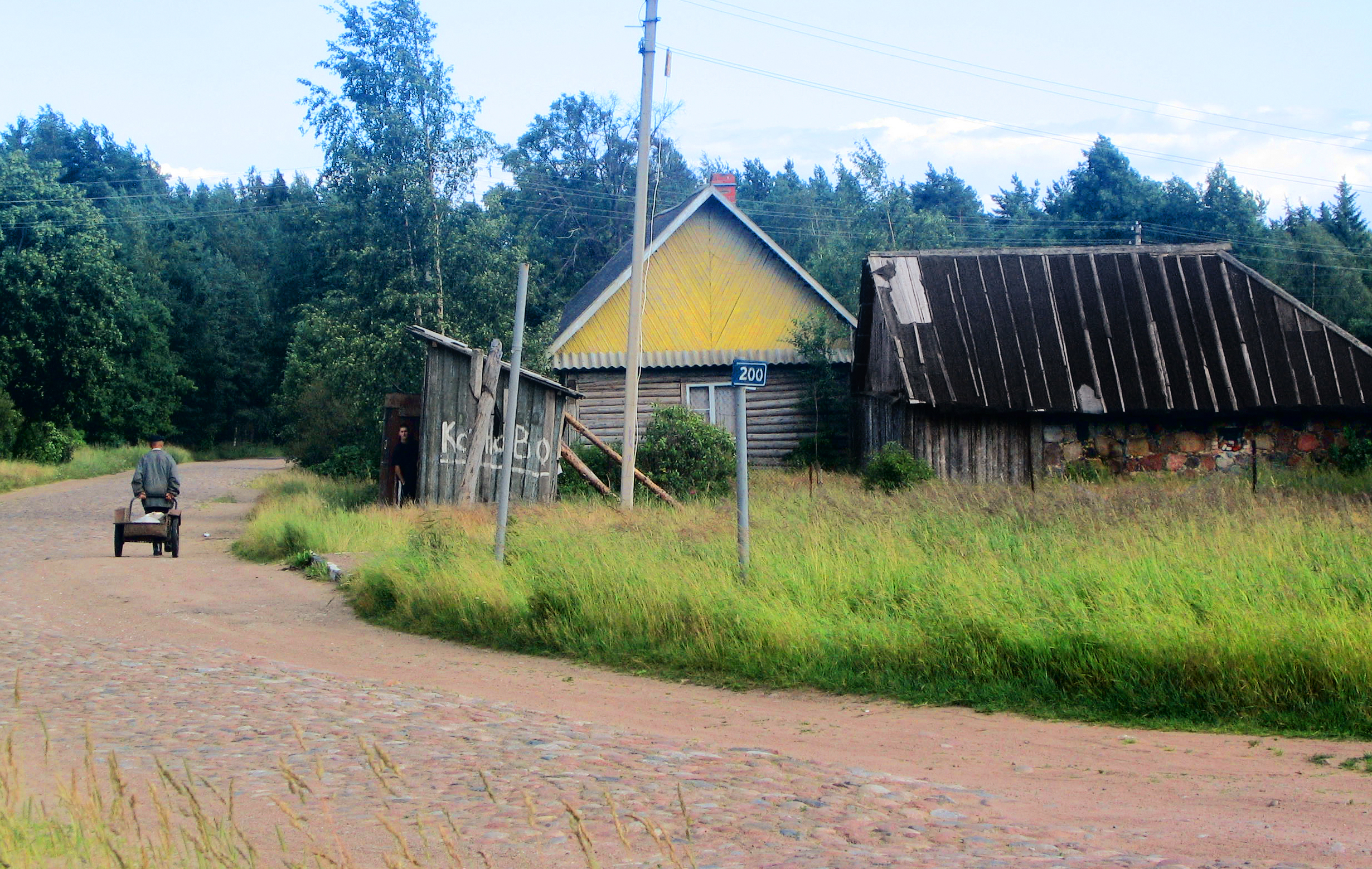
Вид на «Ворошиловскую» дорогу. 2007 год
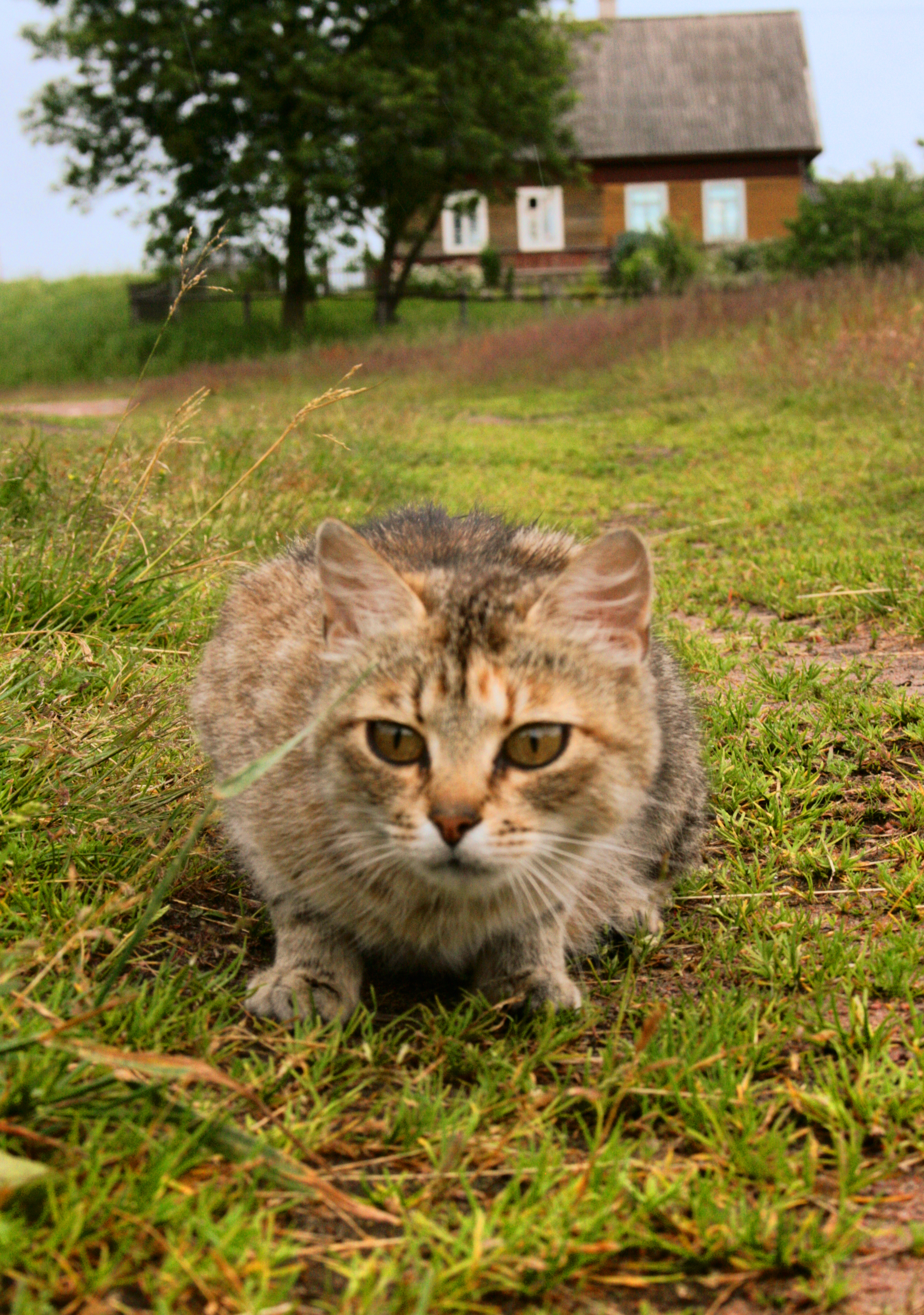
Деревня Конново
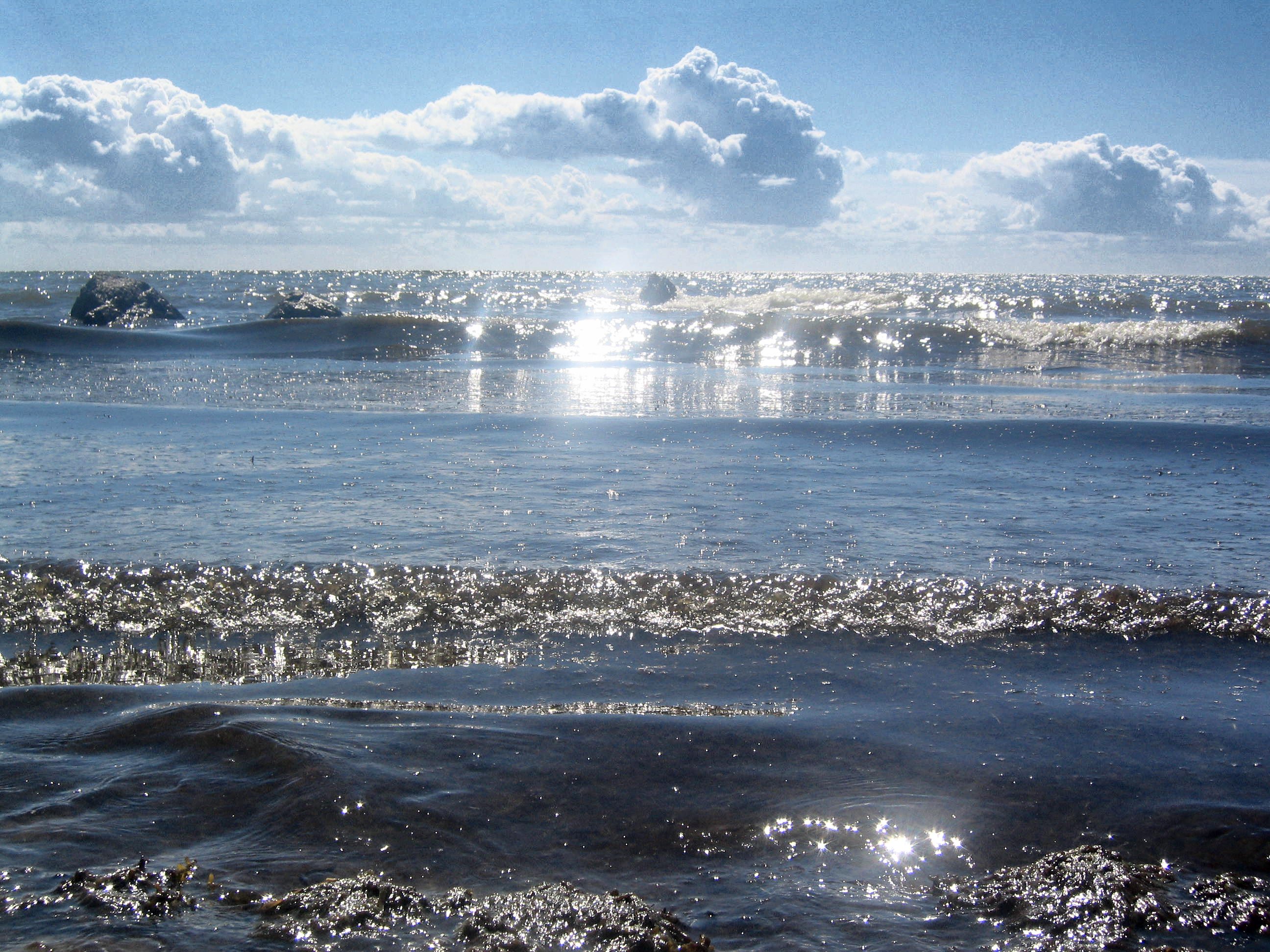
Нарвский залив